# 1 Wall Street
1 Wall Street, Firmierung One Wall Street, ehemals Irving Trust Company Building und Bank of New York Building, ist ein Art Déco-Wolkenkratzer in Manhattan in New York City, USA. Das luxuriöse Wohnhochhaus beherbergt neben Apartments und Freizeiteinrichtungen auch Einzelhandelsflächen.

## Beschreibung
One Wall Street befindet sich in Lower Manhattan im Financial Distrikt und nimmt einen ganzen Stadtblock ein, der vom Broadway im Nordwesten, der Wall Street im Nordosten, der New Street im Südosten und der Exchange Place im Südwesten begrenzt ist. Gegenüber jenseits des Broadways stehen das Adams Express Building, das Empire Building und die Trinity Church. Südlich der New Street liegt nur wenige Meter entfernt die Wertpapierbörse New York Stock Exchange. Am Broadway befindet sich direkt am Gebäude ein Zugang zur Station Wall Street der New York City Subway, die von den U-Bahn-Linien  und  bedient wird.
Das Gebäude wurde von dem Architekten Ralph Walker entworfen und von 1929 bis 1931 als Bürogebäude für die Bank Irving Trust Company erbaut. Mit 50 Stockwerken und einer Höhe von 199,3 Metern gehörte es zum Zeitpunkt seiner Fertigstellung zu den höchsten Gebäuden der Stadt. In den Jahren 1963 bis 1965 erweiterte man das Irving Trust Building nach Plänen des Architekturbüros Voorhees, Gmelin and Walker südlich bis zur Exchange Place durch einen 28 Stockwerke hohen Annex (2022 auf 39 aufgestockt). Dort standen bis zu ihrem 1964 vollendeten Abriss das Manhattan Life Building und das Knickerbocker Trust Building.
One Wall Street hat ein Stahlskelett und die Fassade besteht hauptsächlich aus Kalkstein, die leicht nach innen gebogene Buchten mit Riffelungen enthält. Der 1931 erbaute Wolkenkratzer besitzt zahlreiche kleine Rücksprünge und einen mittig platzierten freistehenden Turm. Die Ecken haben Fasen, während die Turmspitze geriffelte fensterlose Erker aufweist. Im Inneren befindet sich der „Red Room“, heute die reich verzierte Hauptlobby mit farbigen Mosaiken von Hildreth Meière, der einst als Bankhalle diente. Die Fassade des 1965 errichteten Anbaus ist dem Stil des ursprünglichen Gebäudes angepasst. Im Zuge des 2022 abgeschlossenen Umbaus des Wolkenkratzers zu einem Wohngebäude mit 566 Apartments sind an die unteren Etagen des Anbaus am Broadway und Exchange Place hervorstehende, wellenförmige abgestufte Glasflächen angebracht worden, die die Art-déco-Fassade des ursprünglichen Gebäudes nachahmen. Der Annex wurde des Weiteren durch einen von SLCE Architects entworfenen mehrstöckigen Aufbau auf 151 Meter erhöht, in dem sich der „The One Club“ mit einem Swimmingpool im 38. Stockwerk, begrünte Terrassen und weitere Freizeiteinrichtungen befinden. Die untersten vier Etagen werden vom „Life Time-Fitnesscenter“ eingenommen. Im Erdgeschoss haben sich unter anderem Filialen der Biosupermarktkette Whole Foods Market und der Kaufhauskette Printemps angesiedelt.
Am 6. März 2001 stellte die Landmarks Preservation Commission den 1931 fertiggestellten Büroturm unter Denkmalschutz. One Wall Street ist des Weiteren Teil des 2007 gegründeten Bezirks Wall Street Historic District des National Register of Historic Places. 1988 wurde Irving Trust von der Bank of New York Mellon (BNY Mellon) übernommen und diente dieser bis 2014 als weltweiter Hauptsitz. Anschließend kaufte Harry Macklowe (Macklowe Properties) das Gebäude und wandelte es von 2015 bis 2022 von einem Büro- und Bankgebäude in ein luxuriöses Wohngebäude um. Diese Umbaumaßnahme gilt als die bis dahin größte Umwandlung eines Bürogebäudes in ein Wohngebäude in New York.

## Ansichten

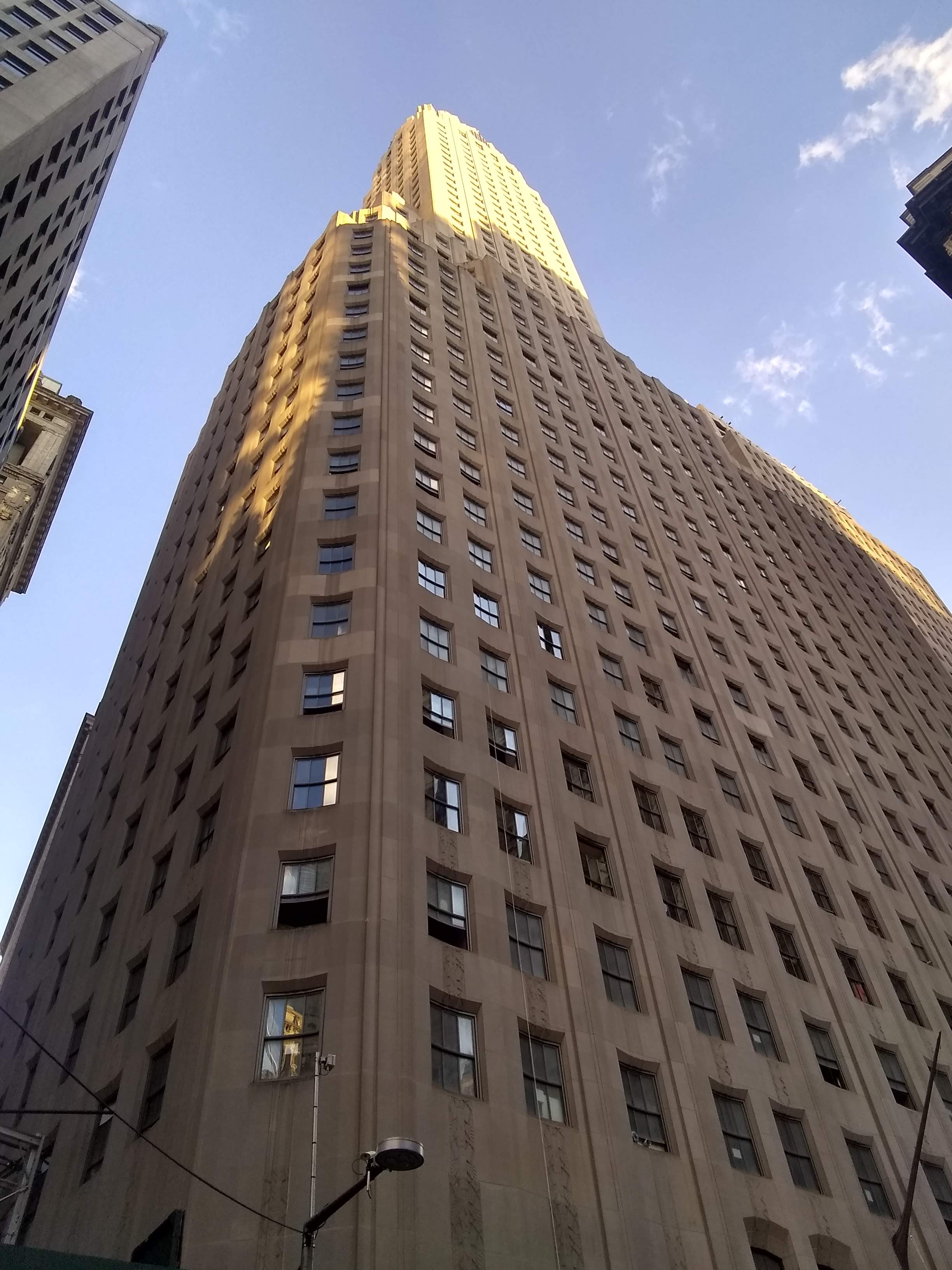
Angefaste Ecke am Broadway und der Wall Street
Eingang in der Wall Street
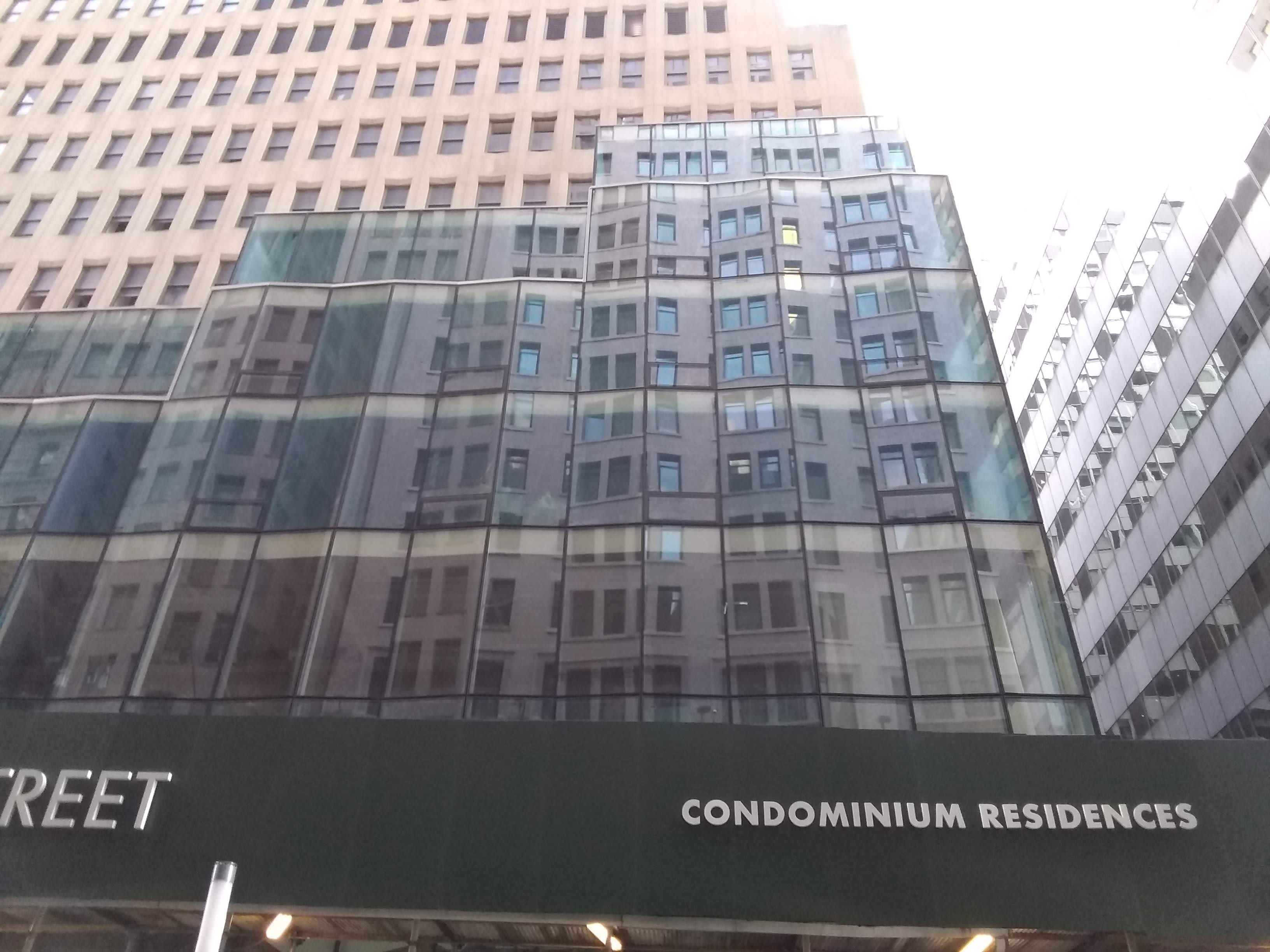
Verglaster Teil des Annex im September 2020
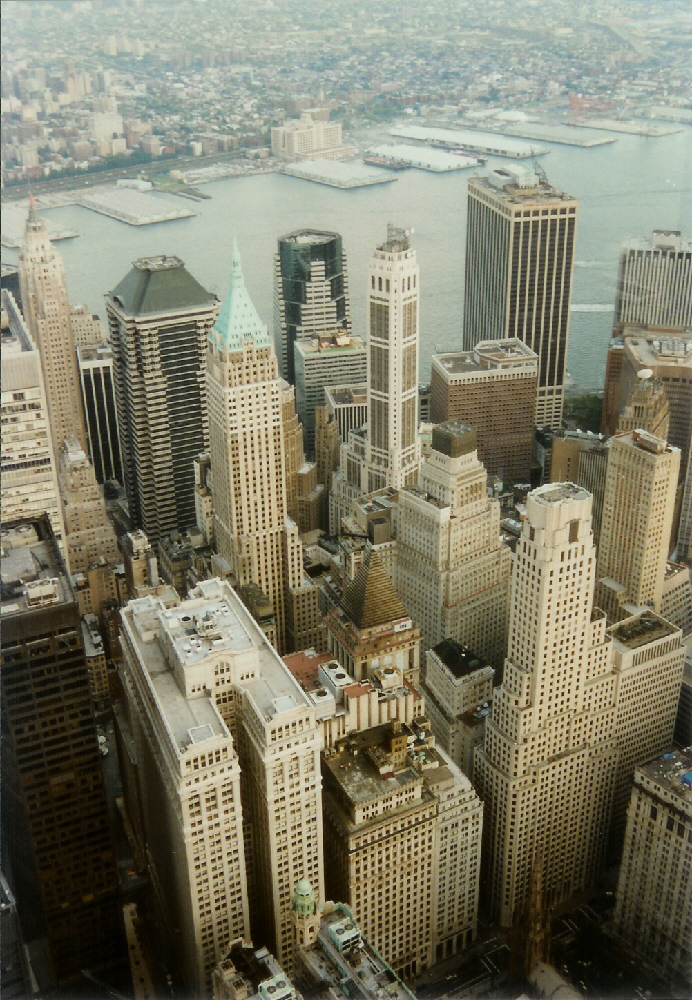
Rechts vorne in Aufnahme 1997 Richtung East River aus World Trade Center